# Rosička (district de Žďár nad Sázavou)
Pour les articles homonymes, voir Rosička.
Rosička (en allemand : Rositschka) est une commune du district de Žďár nad Sázavou, dans la région de Vysočina, en République tchèque. Sa population s'élevait à 46 habitants en 2020.

## Géographie
Rosička se trouve à 8 km à l'ouest-sud-ouest de Žďár nad Sázavou, à 25 km au nord-est de Jihlava à 118 km au sud-est de Prague.
La commune est limitée par Sázava au nord, par Matějov à l'est et par Nížkov au sud et à l'ouest.

## Histoire
La première mention écrite de la localité date de 1356.

## Transports
Par la route, Rosička se trouve à 8,5 km de Žďár nad Sázavou, à 32,5 km de Jihlava et à 154 km de Prague.